# 化书
《化书》為五代平海军谭峭所作，该书以万物变化之道而立论，故名《化书》。大抵本齐物以言道化，本虚无以言术化，本无为以言德化，本道德以言仁化。雖是一部道书但是也涉及當時許多社會經濟，及政治權術方面的論說。

## 內容佈局
全書共6卷，109篇，卷一(道化)23篇、卷二(術化)21篇、卷三(德化)16篇、卷四(仁化)17篇、卷五(食化)15篇、卷六(儉化)17篇。
书中认为世界时刻都在变化之中，万物由虚化生，又化为虚。化之不间，如环之无穷，皆出之于道，并据此阐述了修道成仙的思想。即所谓“君子体物而知身，体身而知道”。书中还探讨了社会动乱的原因，并提出治理办法，主张“均食”而致“太平”。

## 刊本
《化書》版本有：宋朝齊丘子《化書》。宋朝陳景元考定《化書》。明朝天順代王府本。鹽邑志林本。及1996年北京‧中華書局《化書》刊本。並有各家之刊本不一而足。

## 目錄導引
1. 卷一(道化)23篇：蛇雀、老楓、耳目、環舞、鉛丹、形影、蟄藏、梟雞、四鏡、射虎、龍虎、游雲、噦嚥、大化、正一、天地、稚子、陽燧、死生、爪髮、神道、神交、大含。
2. 卷二(術化)21篇：雲龍、猛虎、用神、水竇、魍魎、虛無、虛實、狐狸、轉舟、心變、珠玉、蠮螉、胡夫、陰陽、海漁、礛松、動靜、聲氣、大同、帝史、琥珀。
3. 卷三(德化)16篇：五常、飛蛾、異心、弓矢、聰明、有國、黃雀、籠猿、常道、感喜、太醫、讒語、刻畫、酒醴、恩賞、養民。
4. 卷四(仁化)17篇：得一、五行、畋漁、犧牲、太和、墨魚、神弓、救物、書道、鳳鴟、知人、螻蟻、歌舞、躑躅、止鬥、象符、善惡。
5. 卷五(食化)15篇：七奪、巫像、養馬、絲綸、奢僭、燔骨、食迷、戰欲、膠竿、庚辛、興亡、雀鼠、無為、王者、鴟鳶。
6. 卷六(儉化)17篇：太平、權衡、禮道、食象、民情、慳號、君民、乳童、化柄、御一、三皇、天牧、雕籠、禮要、清靜、損益、解惑。

## 外部連結
- The Book of Transformation （页面存档备份，存于）, Taoist Culture & Information Centre
- （中文） 化书, Huashu in simplified characters, The Online School of Peking University
- （中文） 化書 Archive.today的存檔，存档日期2011-07-16, Daozang CT 1044 edition
- （中文） 譚子化書 Archive.today的存檔，存档日期2011-07-16, Daozang CT 1478 edition